# Keilira sparsomaculata
Keilira sparsomaculata là một loài nhện trong họ Sparassidae.
Loài này thuộc chi Keilira. Keilira sparsomaculata được Arthur Stanley Hirst miêu tả năm 1989.